# Rocca Massima
Rocca Massima es una localidad italiana de la provincia de Latina, región de Lazio, con 1.100 habitantes.

## Evolución demográfica
| Gráfica de evolución demográfica de Rocca Massima entre 1861 y 2001 |
|                                                                     |
| Fuente ISTAT - elaboración gráfica de Wikipedia                     |